# Cerro Huayna Potosí (berg i Oruro)
Cerro Huayna Potosí är ett berg i Bolivia.   Det ligger i departementet Oruro, i den västra delen av landet, 300 km väster om huvudstaden Sucre. Toppen på Cerro Huayna Potosí är 4 964 meter över havet, eller 241 meter över den omgivande terrängen. Bredden vid basen är 3,8 km.
Terrängen runt Cerro Huayna Potosí är huvudsakligen lite bergig. Trakten runt Cerro Huayna Potosí är nära nog obefolkad, med mindre än två invånare per kvadratkilometer.. 
Omgivningarna runt Cerro Huayna Potosí är i huvudsak ett öppet busklandskap.